# “GIGS” CASE OF BOØWY (Video)
『“GIGS” CASE OF BOØWY』（ギグス・ケース・オブ・ボウイ）は1987年10月5日にリリースされたBOØWYのライブ・ビデオ。VHS、βフォーマットで全4巻。
1ヶ月遅れで編集違いのレーザーディスク(LD)版が発売。2001年11月28日には、LD版と同一内容のDVD版が発売。共に全2巻。

## 解説
1987年7月31日の神戸ポートピア・ワールド記念ホールと、8月7日の横浜文化体育館での2日間行われた4時間にも及ぶライブから収録されている。
2日間の素材が細かく編集されている為各曲がどの会場のものかは特定し難いが、巧みに編集されている。
VHS/β版とLD/DVD版では曲順が大幅に異なっており、LD/DVD版には「INSTANT LOVE」が収録されていない。個々の曲の編集は基本的に同じだが、一部別編集が行われている曲もある（Marionetteのエンディングのカット、一部MCの編集等）。
価格は、VHS/β版が各3500円、レーザーディスク(LD)版が各6800円と全巻購入ではLD版の方が若干割安だった。

## リリース履歴
| No. | 日付           | レーベル | 規格                    | 規格品番                      | 最高順位 | 備考 |
| --- | -------------- | -------- | ----------------------- | ----------------------------- | -------- | ---- |
| 1   | 1987年10月5日  | 東芝EMI  | VHS（全4巻） β（全4巻） | TT35-1200〜3HI TT35-1200〜3FI | -        |      |
| 2   | 1987年11月     | 東芝EMI  | LD                      | L070-1101〜2                  | -        |      |
| 3   | 2001年11月28日 | 東芝EMI  | DVD                     | TOBF-5106〜7                  | 2位      |      |

## 収録曲 (VHS/β版)

### “GIGS” CASE OF BOØWY 1
1. INTRODUCTION 〜 IMAGE DOWN
  - 作曲：布袋寅泰 〜 作詞：氷室京介／作曲：布袋寅泰
2. BABY ACTION
  - 作詞：氷室京介／作曲：布袋寅泰
3. 1994-LABEL OF COMPLEX-
  - 作詞：氷室京介／作曲：布袋寅泰
4. LIKE A CHILD
  - 作詞：松井恒松／作曲：布袋寅泰
5. BEAT SWEET
  - 作詞：氷室京介／作曲：布袋寅泰
6. LONDON GAME
  - 作詞：氷室京介／作曲：布袋寅泰
7. NO N.Y.
  - 作詞：深沢和明／作曲：布袋寅泰

### “GIGS” CASE OF BOØWY 2
1. Honky Tonky Crazy
  - 作詞・作曲：BOØWY
2. わがままジュリエット
  - 作詞・作曲：氷室京介
3. BAD FEELING
  - 作詞：氷室京介・高橋まこと／作曲：布袋寅泰
4. WORKING MAN
  - 作詞：松井恒松／作曲：布袋寅泰
5. B・BLUE
  - 作詞：氷室京介／作曲：布袋寅泰
6. BLUE VACATION
  - 作詞：氷室京介／作曲：布袋寅泰
7. ON MY BEAT
  - 作詞：氷室京介／作曲：布袋寅泰

### “GIGS” CASE OF BOØWY 3
1. DANCING IN THE PLEASURE LAND
  - 作詞：氷室京介／作曲：布袋寅泰
2. FUNNY BOY
  - 作詞：氷室京介、松井恒松、高橋まこと／作曲：氷室京介
3. THIS MOMENT
  - 作詞：氷室京介／作曲：布袋寅泰
4. B・E・L・I・E・V・E
  - 作詞：氷室京介／作曲：布袋寅泰
5. CLOUDY HEART
  - 作詞・作曲：氷室京介
6. ONLY YOU
  - 作詞：氷室京介／作曲：布袋寅泰

### “GIGS” CASE OF BOØWY 4
1. SUPER-CALIFRAGILISTIC-EXPIARI-DOCIOUS
  - 作詞・作曲：布袋寅泰
2. MORAL
  - 作詞・作曲：氷室京介
3. PLASTIC BOMB
  - 作詞：氷室京介／作曲：布袋寅泰
4. MARIONETTE
  - 作詞：氷室京介／作曲：布袋寅泰
5. INSTANT LOVE
  - 作詞：氷室京介／作曲：布袋寅泰
6. JUSTY
  - 作詞：氷室京介／作曲：布袋寅泰
7. Dreamin'
  - 作詞：布袋寅泰、松井五郎／作曲：布袋寅泰

## 収録曲 (LD/DVD版)

### “GIGS” CASE OF BOØWY 1
1. INTRODUCTION 〜 IMAGE DOWN
  - 作曲：布袋寅泰　〜　作詞：氷室京介／作曲：布袋寅泰
2. BABY ACTION
  - 作詞：氷室京介／作曲：布袋寅泰
3. MORAL
  - 作詞・作曲：氷室京介
4. BAD FEELING
  - 作詞：氷室京介、高橋まこと／作曲：布袋寅泰
5. LIKE A CHILD
  - 作詞：松井恒松／作曲：布袋寅泰
6. THIS MOMENT
  - 作詞：氷室京介／作曲：布袋寅泰
7. わがままジュリエット
  - 作詞・作曲：氷室京介
8. 1994-LABEL OF COMPLEX-
  - 作詞：氷室京介／作曲：布袋寅泰
9. BLUE VACATION
  - 作詞：氷室京介／作曲：布袋寅泰
10. LONDON GAME
  - 作詞：氷室京介／作曲：布袋寅泰
11. NO N.Y.
  - 作詞：深沢和明／作曲：布袋寅泰
12. Honky Tonky Crazy
  - 作詞・作曲：BOØWY
13. ON MY BEAT
  - 作詞：氷室京介／作曲：布袋寅泰

### “GIGS” CASE OF BOØWY 2
1. DANCING IN THE PLEASURE LAND
  - 作詞：氷室京介／作曲：布袋寅泰
2. FUNNY BOY
  - 作詞：氷室京介、松井恒松、高橋まこと／作曲：氷室京介
3. PLASTIC BOMB
  - 作詞：氷室京介／作曲：布袋寅泰
4. MARIONETTE
  - 作詞：氷室京介／作曲：布袋寅泰
5. B・E・L・I・E・V・E
  - 作詞：氷室京介／作曲：布袋寅泰
6. CLOUDY HEART
  - 作詞・作曲：氷室京介
7. WORKING MAN
  - 作詞：松井恒松／作曲：布袋寅泰
8. B・BLUE
  - 作詞：氷室京介／作曲：布袋寅泰
9. SUPER-CALIFRAGILISTIC-EXPIARI-DOCIOUS
  - 作詞・作曲：布袋寅泰
10. JUSTY
  - 作詞：氷室京介／作曲：布袋寅泰
11. ONLY YOU
  - 作詞：氷室京介／作曲：布袋寅泰
12. BEAT SWEET
  - 作詞：氷室京介／作曲：布袋寅泰
13. Dreamin'
  - 作詞：布袋寅泰、松井五郎／作曲：布袋寅泰）